# Karaczany Chorwacji
Karaczany Chorwacji – ogół taksonów owadów z rzędu karaczanów (Blattodea) stwierdzonych na terenie Chorwacji.

## Karaczanowate(Blattidae)
- Blatta orientalis Linnaeus, 1758[1] – karaczan wschodni
- Periplaneta americana (Linnaeus, 1758)[2] – przybyszka amerykańska

## Polyphagidae
- Polyphaga aegyptiaca (Linnaeus, 1758)[3]

## Prusakowate(Blattellidae)
- Blattella germanica (Linnaeus, 1767)[4] – karaczan prusak
- Capraiellus tamaninii (Galvagni, 1972)[5]
- Ectobius albicinctus (Brunner von Wattenwyl, 1861)[6]
- Ectobius balcani Ramme, 1923[7]
- Ectobius erythronotus Burr, 1898[8]
- Ectobius lapponicus (Linnaeus, 1758)[9] – zadomka polna
- Ectobius pallidus (Olivier, 1789)[10]
- Ectobius punctatissimus Ramme, 1922[11]
- Ectobius sylvestris (Poda, 1761)[12]
- Ectobius vittiventris (Costa, 1847)[13]
- Loboptera decipiens (Germar, 1817)[14]
- Phyllodromica brevipennis (Fischer, 1853)[15]
- Phyllodromica carniolica (Ramme, 1913)[16]
- Phyllodromica marginata (Schreber, 1781)[17]
- Phyllodromica megerlei (Fieber, 1853)[18]
- Phyllodromica pallida (Brunner von Wattenwyl, 1882)[19]
- Phyllodromica subaptera (Rambur, 1838)[20]